# Serviciul de Informații Externe
Das Serviciul de Informații Externe (deutsch Externer Nachrichtendienst), offizielle Abkürzung SIE, ist einer der Auslandsnachrichtendienste von Rumänien.

## Auftrag

### Aufgaben
Das SIE ist ein ziviler und beruflicher Geheimdienst. Im Gegensatz zu einem Nachrichtendienst, dessen Aufgabe die reine Gewinnung von geheimen Informationen ist, gehören zu den Aufgaben des SIE nicht nur Spionage, Beschaffung und Analyse von Informationen über ausländische Regierungen, Vereinigungen und Personen, um sie den verschiedenen Zweigen der rumänischen Regierung zur Verfügung zu stellen, sondern auch Geheimoperationen im Ausland. Nicht selten bedient sich das SIE, so wie andere Geheimdienste auch, der Desinformation und illegaler Mittel, um die internationale Politik, die öffentliche Meinung und die Repräsentanten Rumäniens zu beeinflussen.

## Leitung
Liste der SIE-Direktoren
- Mihai Caraman, 18. Februar 1990 – 13. Dezember 1990 und  13. Dezember 1990 – 9. April 1992
- Ioan Talpeș, 9. April 1992 – 31. Juli 1997
- Cătălin Harnagea, 31. Juli 1997 – 31. Dezember 2000
- Gheorghe Fulga, 12. Februar 2001 – 20. Juli 2006
- Claudiu Săftoiu, 4. Oktober 2006 – 24. April 2007
- Silviu Predoiu, interim Direktor, 20. Juli – 4. Oktober 2006, 24. April – 8. Dezember 2007
- Mihai Răzvan Ungureanu, 8. Dezember 2007 – 8. Februar 2012
- Teodor Meleșcanu, 28. Februar 2012 – 22. September 2014
- Mihai Răzvan Ungureanu, seit 24. Juni 2015